# HDK Maribor
HDK Maribor, eller Hokejsko Drsalni Klub Maribor, är en ishockeyklubb från staden Maribor i Slovenien. Klubben grundades 1993 och spelar sina hemmamatcher i Tabor Ice Hall som tar 1 000 åskådare vid fullsatt. Klubben spelade i Slohokej Liga under tiden som ligan spelades (2009/10-2011/12) och vann ligan vid ett tillfälle, nämligen den första säsongen som ligan spelades (Slohokej Liga 2009/2010). Klubben är moderklubb för den slovenske NHL-spelaren Jan Muršak. När Slohokej Liga lades ner började klubben istället spela i Inter-National League.